# خوزه کارلوس (بازیکن فوتبال، زاده ۱۹۹۶)
خوزه کارلوس (انگلیسی: José Carlos؛ زادهٔ ۱۰ مهٔ ۱۹۹۶) بازیکن فوتبال اهل اسپانیا است.
از باشگاه‌هایی که در آن بازی کرده‌است می‌توان به باشگاه فوتبال رئال بتیس اشاره کرد.
وی همچنین در تیم ملی فوتبال زیر ۱۹ سال اسپانیا بازی کرده‌است.